# جوناثان ويلسون
جوناثان ويلسون (بالإنجليزية: Jonathan Wilson)‏ هو منتج أسطوانات ومغن مؤلف أمريكي، ولد في 30 ديسمبر 1974 في فورست سيتي في الولايات المتحدة.

## وصلات خارجية
- الموقع الرسمي
- جوناثان ويلسون على موقع IMDb (الإنجليزية)
- جوناثان ويلسون على موقع ميوزك برينز (الإنجليزية)
- جوناثان ويلسون على موقع أول ميوزيك (الإنجليزية)
- جوناثان ويلسون على موقع ديسكوغز (الإنجليزية)